# Scaptia
Scaptia  (лат.) — австралийский род слепней из подсемейства Pangoniinae, включающий 25 видов.

## Внешнее строение
Мелкие и средние мухи от 7 до 18 мм. Лобная полоска самок с параллельными сторонами. Хоботок толстый. Щупики длинные, с заострёнными концами. Глаза в волосках. На среднеспинке у некоторых видов развиты продольные полосы, часто заходящие на поперечный шов. Последняя радиальная и первая медиальная ячейки не соединяются на концах, впадают к край крыла. На поперечных жилках крыльев иногда имеются пятна Брюшко расширенное и немного дорсовентрально сплюснуто.

## Биология
В пределах рода отмечены как преимущественно кровососущие виды, так и виды предпочитающие нектар растений. Наиболее агрессивными кровососами являются: Scaptia brevirostris, Scaptia pulchra, Scaptia similis и Scaptia testacea. Нектарофаги (Scaptia fulgida и Scaptia monticola) встречаются наиболее часто на цветковах тонкосемянника. Личинки живут во влажной почве, питаются личинками комаров-долгоножек. Продолжительность развития личинок может составлять 2—3 лет.

## Систематика
Род описан Френсисом Уокером в 1850 году. Род разделяли на множество подродов Myioscaptia, Palimmecomyia, Plinthina и Pseudoscione, самостоятельность которых обоснована австралийским диптерологом Брайаном Лессардом в 2014 году. В составе рода насчитывают 25 видов.
- Scaptia abdominalis (Ricardo, 1917)
- Scaptia auranticula Mackerras, 1960
- Scaptia aurata (Macquart, 1838)typus
- Scaptia aureovestita (Ferguson & Henry, 1920)
- Scaptia auriﬂua (Donovan, 1805)
- Scaptia aurinigra Lessard, 2013
- Scaptia aurinotum Mackerras, 1960
- Scaptia barbara Mackerras, 1960
- Scaptia berylensis (Ricardo, 1915)
- Scaptia brevirostris (Macquart, 1850)
- Scaptia fulgida (Ferguson & Henry, 1920)
- Scaptia jacksoniensis (Guérin, 1831)
- Scaptia jacksonii (Macquart, 1838)
- Scaptia limbithorax (Macquart, 1855)
- Scaptia minuscula Mackerras, 1960
- Scaptia monticola Mackerras, 1960
- Scaptia norrisi Mackerras, 1960
- Scaptia orba Mackerras, 1960
- Scaptia patula (Walker, 1848)
- Scaptia plana (Walker, 1848)
- Scaptia pulchra (Ricardo, 1915)
- Scaptia similis Mackerras, 1960
- Scaptia testacea (Macquart, 1838)
- Scaptia tricolor (Walker, 1848)

## Распространение
Распространены вдоль тихоокеанского побережья Австралии. Дизъюнктивно от основного ареала встречаются в Южной Австралии, Западной Австралии и Тасмании.

## Галерея

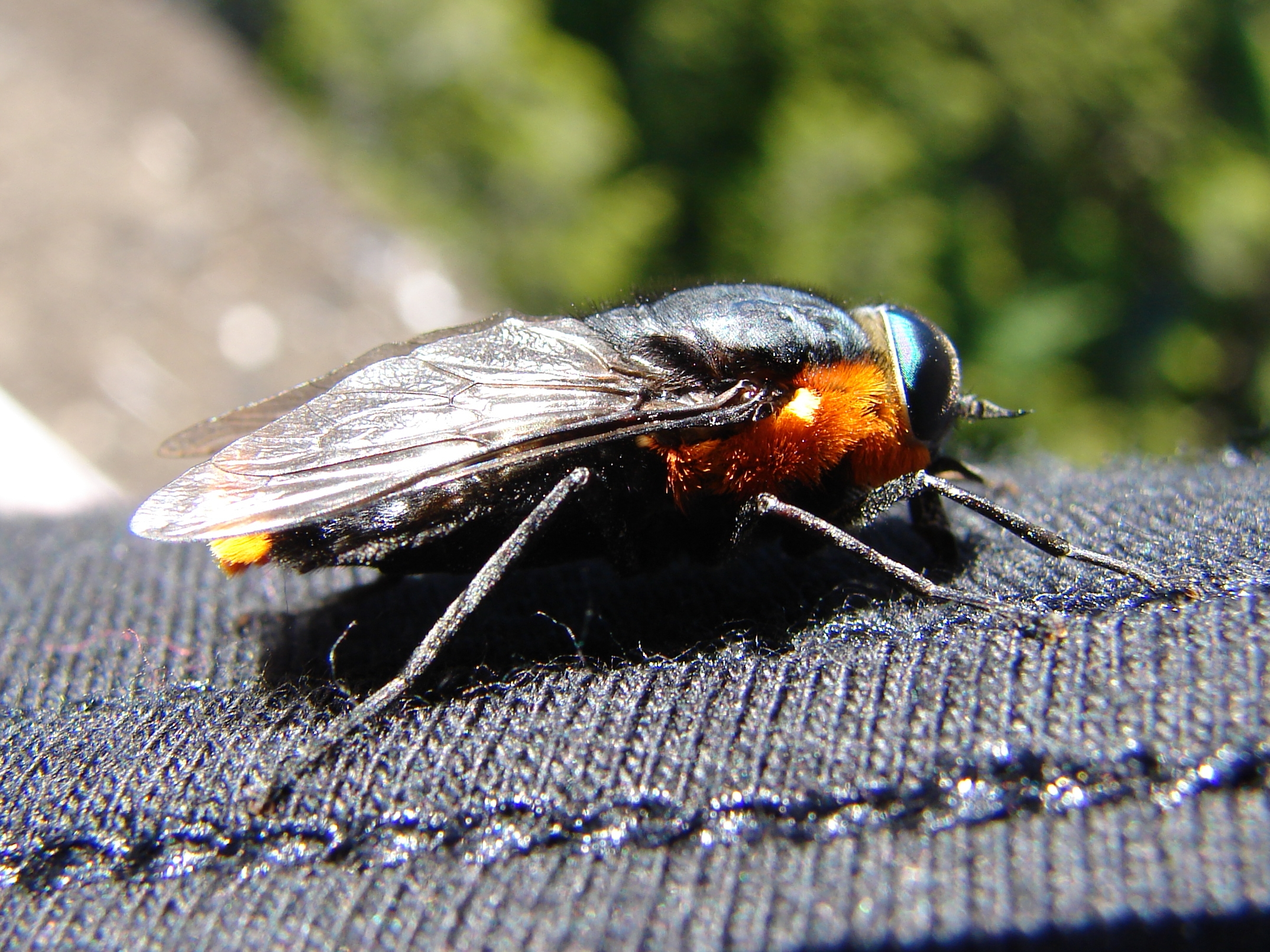
Слепень Scaptia lata
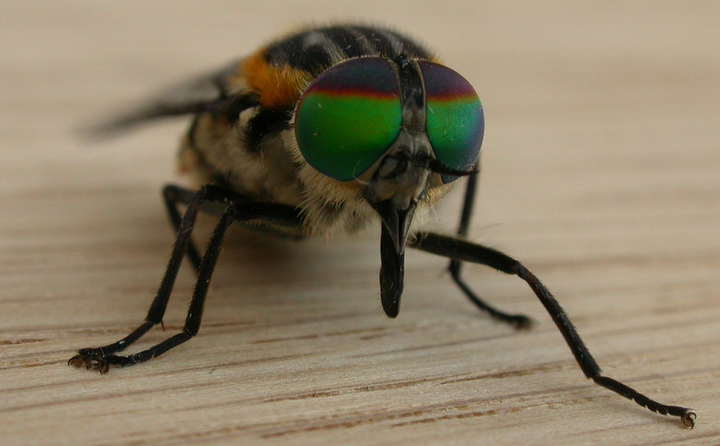
Слепень Scaptia auriflua